# Fernand Labrie
Pour les articles homonymes, voir Labrie.
Fernand Labrie (né à Laurierville, le 28 juin 1937 et mort à Québec le 17 janvier 2019) est un endocrinologue et professeur chercheur québécois.

## Biographie

### Études
Il entreprend à 12 ans son cours classique au Séminaire de Québec, recevant à l'âge de 20 ans son baccalauréat ès arts. Pour ses hauts résultats, il est lauréat du prix Prince-de-Galles et de la médaille du Gouverneur général du Canada. Après ses études de médecine à l'Université Laval, il s'y spécialise en biochimie et endocrinologie, y obtenant son doctorat en 1965.
Puis, accompagné de son épouse et de ses trois premiers enfants, il part pour l'Angleterre accomplir durant trois ans, à l'Université de Cambridge et l'Université du Sussex, son stage post-doctoral, notamment auprès du professeur Frederick Sanger, biochimiste lauréat du Prix Nobel de chimie (en 1958 — il en obtient un second en 1980).

### Carrière
En 1969, il revient au Québec et fonde le premier laboratoire d'endocrinologie moléculaire au monde,.
Il est professeur au Département d'anatomie et de physiologie de l'Université Laval et directeur scientifique du Centre de recherche du CHUL (Centre Hospitalier de l'Université Laval), à Québec,. Ses recherches sur le cancer de la prostate ont été fréquemment reprises dans la littérature scientifique, au point où il était l'un des chercheurs canadiens les plus en vue sur la scène mondiale dans les décennies 1970 et 1980.
Fernand Labrie a été au cœur d'une saga judiciaire qui s'est étendue de 1997 à 2006. Un patient qui participait à un programme de recherche médicale sur le dépistage précoce du cancer de la prostate dirigé par Fernand Labrie a déposé une plainte en 1997, car son cancer n'avait pas été décelé par l'équipe du docteur Labrie,. Il est mort en 1998, et sa famille a poursuivi ses démarches. Après plusieurs procédures judiciaires et une enquête publique, le docteur Labrie a plaidé coupable devant le Collège des médecins du Québec et a conclu un règlement à l'amiable avec la famille du patient.

## Honneurs
- 1957 : Médaille du Gouverneur général du Canada
- 1976 : Prix Marcel-Vincent, de l'Association francophone pour le savoir
- 1981 : Officier de l'Ordre du Canada[7]
- 1991 : Officier de l'Ordre national du Québec[8]
- 1991 : Prix Michel-Sarrazin[9]
- 1991 : Membre de l'Académie des Grands Québécois
- 1991 : Médaille Gloire de l'Escolle, de l'Université Laval[10]
- 1998 : Prix Izaak-Walton-Killam, du Conseil des Arts du Canada[11]
- 1998 : Prix Innovation
- 2003 : Membre du Cercle Excelcia
- 2006 : Prix Armand-Frappier[2]
- Médaille du Collège de France
- Membre de la Société royale du Canada